# 유언보충서
유언보충서는 현존하는 유언의 내용을 변경, 설명 또는 재해석 하는 등의 보충적 합의를 적은 문서를 말한다. 유언보충서는 유언서와 같은 형식적 요구사항을 충족하여야 유효하다. 유언서는 추후에 유언보충서에 의해 개정되거나 부분취소될 수 있다. 예를 들어 상속인을 빼버리거나 바꾸는 것이 예이다. 유언 보충서를 취소하는 경우 원 유언서는 유효하나 원 유언서를 취소하는 경우 유언보충서 역시 같이 취소된다.

## 무효인 유언보충서
증인이 없이 유언자가 스스로 작성한 유언보충서는 효력이 없다.

## 사례
- 19일 미국 조지아주 대법원은 백만장자 하비 스트로더 씨의 유언보충서의 효력을 인정할 수 없다고 판결하여 스트로더 씨의 정부 앤 멜리컨 씨는 유산을 받을 수 없게 되었다. 그러나 주 대법원은 스트로더 씨를 마지막까지 돌본 간호사 2명의 진술을 토대로 추가 유언장을 무효로 판단했다. 첨부 유언장이 작성된 날짜는 스트로더 씨가 죽기 3주 전이고 유언장에는 간호사들의 증인 서명도 있었으나 간호사들은 법정에서 “우리는 스트로더 씨가 유언장을 고치고 서명하는 것을 직접 보지는 못했다”고 밝혔다.[1]

- 샌디는 2년 전에 유언장을 작성하였다. 이후에 그녀는 조카인 제인에게 증여를 해주기를 원하였다. 그녀는 별도의 종이에 손글씨로 "나는 내 조카 제인에게 만일 그녀가 나보다 더 오래 산다면 2000달러를 증여한다" 라고 적었다. 이는 유언보층서에 해당한다.

## 참고 문헌
- 명순구, 현대미국신탁법, 세창출판사, 2005 ISBN 978-89-8411-124-0
- 임채웅 역, 미국신탁법 : 유언과 신탁에 대한 새로운 이해, 박영사, 2011 ISBN 978-89-6454-628-4